# 雷門
座標: 北緯35度42分40秒 東経139度47分47秒 / 北緯35.71111度 東経139.79639度
雷門（かみなりもん）は、浅草寺の山門。東京都台東区浅草一丁目2番 - 3番地に位置し、雷門通りに面している。正式名称は風雷神門（ふうらいじんもん）であり、「雷門」と書かれた提灯の逆側には「風雷神門」と書かれている。
門に向かって、右側に風神、左側に雷神が配される、朱塗りの山門である。門の中央には高さ3.9メートル、直径3.3メートルの提灯が吊り下げられており、浅草のランドマークとなっている。東京および日本を象徴する風景として、外国人向けの観光パンフレット、お土産のレリーフなどに写真やデザインが用いられることも多い。

## 歴史

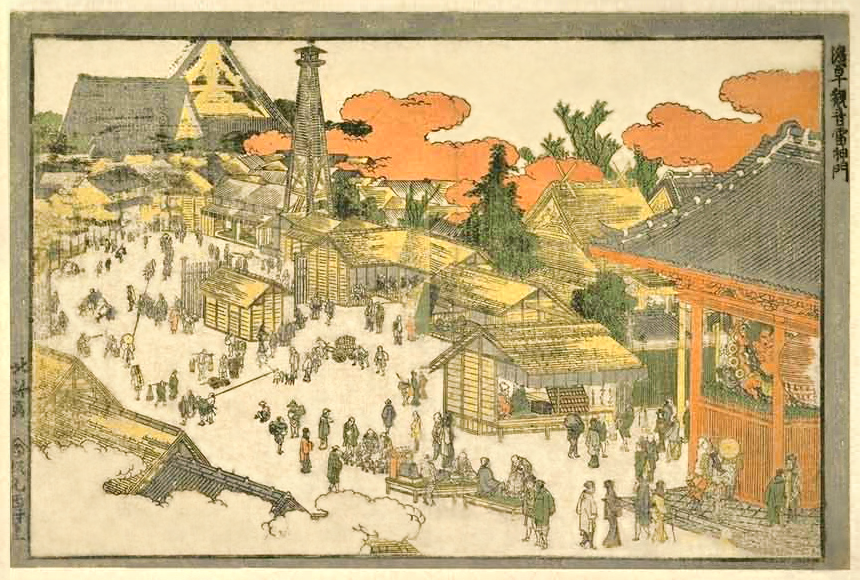
『浅草観音雷神門』葛飾北斎

雷門は伝承によると仁王門（現宝蔵門）とともに天慶5年（942年）に安房守平公雅が武蔵守を任ぜられた際に創建されたという言い伝えがある。ただし「雷門」と称されるようになったのは江戸時代のことであり（「風の神 雷門に居候」という川柳が残る）、寛永12年（1635年）の建造をもって創建としている文献もある。
江戸時代には幾度となく焼失。天明の大飢饉以降では寛政7年（1795年）に再建され、この門は歌川広重などによって描かれている。浅草寺教化部によれば、雷門に大きな提灯が初めて吊るされたのは寛政5年（1795年）。最後の火災は1866年（慶応元年12月14日）であり、この時燃えた門は石川光明の祖父・豊光（藤太郎）が彫刻したと伝わる。以後100年近く恒久的な建築物としての雷門は姿を消していた。
明治年間から太平洋戦争後にかけては、様々な形態の仮設の雷門が登場したと伝えられる。いずれも博覧会の開催や戦勝記念、開帳など、その時々のイベント的な要素が強かった。素材は鉄骨やコンクリートなどの構造もあったほか、大きさもその都度違った。1904年の日露戦争終結時には、凱旋門として雷門が建てられている。また、恒久門のない時代も雷門は地域名として用いられ、1924年には周辺の町名が「浅草雷門」となったほか、1931年に開業した東武鉄道の駅は当初「浅草雷門駅」と称していた。付近を走行していた市電（後の都電）にも「雷門」電停が設けられていた。
現在ある雷門は鉄筋コンクリート造で、1960年5月3日に開通式が行われ、10年ごとに大改修が行われている。再建費用を寄進したのは松下電器産業（現パナソニック）創業者の松下幸之助である。かつて松下の神経痛平癒を祈祷した浅草寺貫首の清水谷恭順が1958年、上京中の松下に協力を依頼し、翌1959年に工事が始まった。大提灯も松下が奉納し、その後も新調されている。
なお、風神・雷神像は、火災で焼け残った江戸時代作の頭部に、明治時代に造られた胴体をつなげた像である。

## 大提灯
雷門にかかる大提灯は浅草のシンボルとなっている。
提灯が吊るされるようになったのは前述のように1795年で、雷門の屋根職人らが奉納したといわれる。歌川広重『浅草雷門前』の浮世絵では「志ん橋」（新橋）と書かれた大提灯が吊り下げられていたことがわかる。幕末の雷門の焼失後(1865年)、1960年に松下幸之助の寄進により再建された際に、「雷門」と書かれた大提灯も同時に奉納された。
大提灯の大きさは高さ3.9メートル、直径3.3メートル、重さ約700キログラム（2000年代以降に新調されている大提灯）。本体は京都府亀岡市産の竹の骨組みに、福井県産のコウゾ100%の和紙を約300枚を貼り合わせて製作する。上下の張り輪には金属製の化粧輪が、また下輪の正面には「松下電器」と書かれた金細工の銘板も取り付けられている。なお、松下電器は2008年にパナソニックへ社名変更したが、2020年に下輪を新調した際、銘板は従来通り「松下電器」表記のままとされた（ただし、背面の寄贈者銘板に「現 パナソニック株式会社」と小書きされるようになった）。底部分の竜の彫刻は初代提灯から引き継がれている。
1971年から京都市下京区の高橋提燈が制作しており、約10年ごとに新調されている。提灯は規模が大きく高速道路の料金所を通過できないため、京都から東京まで一般道を大型特殊トラックで2日がかりで輸送する。
- 2003年 - 江戸開府400年を記念して改めて新調された際、提灯は従来の物より一回り大きくなった（従来の物は約670キログラムであった）。
- 2013年 - 5基目に新調[12][13]
- 2020年 - 6基目に新調（前年の気候による劣化進行や東京五輪を控え、早期新調された）[10][11][14]。金具部分を初めて新調[14]。新型コロナウイルス感染症（COVID-19）の流行に伴い、奉納式は中止された[14]。

なお、浅草寺の大提灯は雷門のほか本堂（志ん橋大提灯）と宝蔵門（小舟町大提灯）にもある。雷門の大提灯は三社祭で神輿を通す際と台風接近時など自然災害に備える必要がある場合には折り畳まれる。三社祭の場合は雷門と宝蔵門の二か所の大提灯が折り畳まれるのに対し、台風など自然災害に備える場合は雷門と宝蔵門のほか本堂の大提灯の3つ全てが折り畳まれる。